# The Quest (série de televisão de 2014)
The Quest é uma série de televisão do tipo reality show, criado por Bertram Van Munster e Elise Doganieri, que estreou nos EUA em 31 de julho de 2014, pela emissora estadunidense ABC.
Ela envolve um misto de realidade com fantasia, onde 12 participantes estão em uma terra fictícia, chamada de Everrealm, e competem entre si em provas que remetem à Idade Média e um mundo tolkiniesco.. Entre seus produtores estão membros da equipe de Senhor dos Anéis e The Amazing Race. A série foi filmada na Áustria

## Participantes
São 12 participantes, chamados de paladinos:
- Adrya Kyne - Marketing Director, Nashua, NH
- Andrew Frazer – Personal Trainer, 24, West Hartford, CT
- Ashley Guerrero – Horse Trainer, Murrieta, CA
- Bonnie Gordon – Property Manager, Lafayette, LA
- Christian Sochor – Server, New York, NY
- Jasmine Kyle – Homemaker, Media, PA
- Jim Curry - Student, Little Rock, AK
- Katherine "Katie" Smaluk – Bartender, 25, Chicago, IL
- Leticia Reyes – Executive Assistant, White Plains, NY
- Lina Carollo – School Counselor, Delran, NJ
- Patrick Higgins – High School Math Teacher, Joliet, IL
- Shondo Blades - MMA Fighter, Houston, TX

## Atores
- Peter Windhofer como Sir Ansgar, chefe do Exército Real
- Jan Hutter como Crio, o Sonhador, Guardião do Castelo
- Marcello de Nardo como o Grande Vizir
- Susanne Gschwendtner como Rainha Ralia
- Stephanie Buddenbrock como Karu, uma das três Fates
- Florence Kasumba como Talmuh, uma das três Fates
- Mai Duong Kieu como Solas, uma das três Fates
- Doug Tait como Verlox/Rana Chief

## Episódios

### Temporada 1: 2014
| No. | Título                     | Exibição original      | Código de produção | Audência (em milhões) |
| --- | -------------------------- | ---------------------- | ------------------ | --------------------- |
| 1 | "The Quest Begins"         | 31 de julho de 2014    | 101                | 2.82                  |
| Na estreia, a jornada começa com doze desconhecidos transportados do mundo real para um mundo de fantasia com heróis, magia e perigosas bestas. Tornando Paladinos, eles encontram "The Fates" que lhes pede para recuperar uma antiga armada, chamada de Sunspear ("Lança do Sol", em português). Eles seguem seu guia, Crio, que lhes leva até o castelo Castle Saenctum, onde seu primeiro desafio é a convivência e o trabalho em equipe. Eles são divididos em trios para trabalharem juntos em uma arma chamada Scorpio. |                            |                        |                    |                       |
| 2 | "Tournament for the Queen" | 07 de agosto de 2014   | 102                | 2.19                  |
| Com a batalha no front piorando, Sir Ansgar testa as habilidades com cavalos dos paladinos, em frente à rainha. Para ocntinuar, eles devem mostrar a capacidade de manejar uma arma enquanto cavalga. Aós, eles se encontram com a rainha que conta algumas histórias de sua infância. Ao fim, durante o jantar, a rainha bebe uma taça de vinho envenenada. |                            |                        |                    |                       |
| 3 | "Save the Queen"           | 14 de agosto de 2014   | 103                | 2.07                  |
| Os paladinos enfrentam desafios para conseguir fazer um antídoto para salvar a rainha. Ao fim do episódio, enquanto os paladinos realizam tarefas cotidianas no castelo, ele fica sob ataque. |                            |                        |                    |                       |
| 4 | "Battle Dome"              | 21 de agosto de 2014   | 104                | 1.91                  |
| Os paladinos se preparam para o ataque iminente, porém era apenas um teste. Eles, porém, vão para um treinamento com espadas, dividindo-os em times de três, escolhidos pelos 3 primeiros vencedores nos episódios anteriores. Após, eles treinam entre si durante um dia e vão para o Battle Dome, uma arena de batalha para lutas entre trios. Os perdedores vão enfrentar o banimento, enquanto que os vencedores se enfrentam para definir o campeão. Após a escolha do paladino a ser banido, enquanto trabalham na aldeia, são surpreendidos pela rainha, já melhor de saúde. Após, um soldado da fronteira aparece correndo, informando que há ogros tentando invadir o castelo. |                            |                        |                    |                       |
| 5 | "Under Siege"              | 28 de agosto de 2014   | 105                | ASD                   |
| 6 | "A Traitor in Sanctum"     | 28 de agosto de 2014   | 106                | ASD                   |
| 7 | "Verlox Attacks"           | 04 de setembro de 2014 | 107                | ASD                   |
| 8 | "The Dragons' Lair"        | 04 de setembro de 2014 | 108                | ASD                   |
| 9 | "Escape from Rana Village" | 11 de setembro de 2014 | 109                | ASD                   |
| 10 | "One True Hero"            | 11 de setembro de 2014 | 110                | ASD                   |

## Marcas
A cada episódio, uma medalha é dada ao paladino que conquista a melhor performance durante o desafio principal.
- Bonnie – "Badge of Leadership" (Medalha da Liderança): por ser os olhos de seu time (Branco) no desafio da arma scorpion.
- Shando – "Mark of Dexterity" (Marca da Destreza): por ser o maior pontuador do desafio de armas e cavalaria.
- Andrew – "Mark of Wisdom" (Marca da Sabedoria - o símbolo do reino de Sanare): por fazer a poção que salvou a rainha do envenenamento.
- Leticia – "Mark of Strategy" (Marca da Estratégia - o símbolo do reino de Kunnacht): por deixar Andrew fazer um ataque em carga e fazer um ataque-surpresa sobre ele para ganhar a batalha.
- Lina - "Mark of Ingenuity" (Marca da Ingenuidade - o símbolo do reino de Auster): por ser o menor membro do grupo vencedor do desafio da barricada.
- Lina - "Mark of Observation" (Marca da Observação - o símbolo do reino de Glic): Por ser o primeiro paladino a trazer uma orbe de fogo.
- Patrick - "Mark of Intelligence" (Marca da Inteligência - o símbolo do reino de Faisnay): escolhido dentre os colegas por ser os "olhos" durante o desafio da sinalização com bandeiras.
- Andrew - "Mark of Bravery" (Marca da Bravura - o símbolo do Reino de Fortiteer): por ser o primeiro a montar o sistema de catracas e usá-lo para fechar os portões do dragão.
- Andrew - "Mark of Strength" (Marca da Força - o símbolo do Reino de Darvia): por ser o primeiro a sair da gaiola de Rana.

## Resumo do jogo

### Desafios
| Episódio #: | 1         | 2         | 3         | 4         | 4         | 5         | 6         | 7         | 8         | 9         |           |
| Paladino    | Colocação | Colocação | Colocação | Colocação | Colocação | Colocação | Colocação | Colocação | Colocação | Colocação | Colocação |
| ----------- | --------- | --------- | --------- | --------- | --------- | --------- | --------- | --------- | --------- | --------- | --------- |
| Lina        | 2ª        | 6ª        | 4ª        | 3ª        |           | 1ª        | 1ª        | 2ª        | 5ª        | DNF       |           |
| Andrew      | 1º        | 2º        | 1º        | 1º        | 2º        | 1º        | DNF       | 1º        | 1º        | 1º        |           |
| Shondo      | 2º        | 1º        | 5º        | 1º        | 3º        | 1º        | 3º        | 1º        | 2º        | DNF       |           |
| Patrick     | 4º        | 4º        | 2º        | 2º        |           | 2º        | 4º        | 1º        | 3º        | DNF       |           |
| Bonnie      | 1ª        | 8ª        | DNF       | 2ª        |           | 2ª        | 2ª        | 2ª        | 4ª        |           |           |
| Leticia     | 3ª        | 5ª        | 7ª        | 1ª        | 1ª        | 1ª        | DNF       | 2ª        |           |           |           |
| Adria       | 3ª        | 7ª        | 3ª        | 3ª        |           | 2º        | DNF       |           |           |           |           |
| Christian   | 4º        | 11º       | DNF       | 2º        |           | 2º        |           |           |           |           |           |
| Jasmine     | 3ª        | 2ª        | 6ª        | 3ª        |           |           |           |           |           |           |           |
| Jim         | 2º        | 9º        | DNF       |           |           |           |           |           |           |           |           |
| Ashley      | 1ª        | 10ª       |           |           |           |           |           |           |           |           |           |
| Katie       | 4ª        |           |           |           |           |           |           |           |           |           |           |

- Colocação em negrito indica que o Paladino recebeu a Marca no desafio, por ser o primeiro ou por ter sido escolhido entre seus colegas da equipe vencedora.
- Colocação em itálico indica que o Paladino ficou em uma posição inferior e que, portanto, teve que enfrentar as Fates.
- DNF: Não terminou.

### Votação
| Banido:   | Katie            | Ashley           | Jim              | Jasmine          | Christian        | Adria            | Leticia          | Bonnie           | Patrick          | Shondo        | Andrew        |  |  |  |  |  |  |  |  |
| Votos:    | 8–2              | 5–4              | 6–2              | 5–2              | 2–2–1            | 3–2              | 4–0              | 2–1              | 1–11             |               |               |  |  |  |  |  |  |  |  |
|           |                  |                  |                  |                  |                  |                  |                  |                  |                  |               |               |  |  |  |  |  |  |  |  |
| Paladino  | Voto para salvar | Voto para salvar | Voto para salvar | Voto para salvar | Voto para salvar | Voto para salvar | Voto para salvar | Voto para salvar | Voto para salvar | Final         | Final         |  |  |  |  |  |  |  |  |
| Lina      | Katie            | Christian        | Christian        | Salva            | Adria            | Leticia          | Salva            | Salva            | Salva            | One True Hero | One True Hero |  |  |  |  |  |  |  |  |
| Andrew    | Patrick          | Christian        | Christian        | Lina             | Adria            | Leticia          | Lina             | Lina             | Lina             | Banido        | Banido        |  |  |  |  |  |  |  |  |
| Shondo    | Patrick          | Ashley           | Jim              | Jasmine          | Bonnie           | Leticia          | Lina             | Lina             | Patrick          | Banido        | Banido        |  |  |  |  |  |  |  |  |
| Patrick   | Salvo            | Ashley           | Christian        | Lina             | Bonnie           | Adria            | Lina             | Bonnie           | Banido           |               |               |  |  |  |  |  |  |  |  |
| Bonnie    | Patrick          | Christian        | Christian        | Lina             | Salva            | Adria            | Lina             | Banida           |                  |               |               |  |  |  |  |  |  |  |  |
| Leticia   | Patrick          | Ashley           | Christian        | Jasmine          | Christian        | Salva            | Banida           |                  |                  |               |               |  |  |  |  |  |  |  |  |
| Adria     | Patrick          | Ashley           | Christian        | Lina             | Salva            | Banida           |                  |                  |                  |               |               |  |  |  |  |  |  |  |  |
| Christian | Patrick          | Salvo            | Salvo            | Lina             | Banido           |                  |                  |                  |                  |               |               |  |  |  |  |  |  |  |  |
| Jasmine   | Patrick          | Christian        | Jim              | Banida           |                  |                  |                  |                  |                  |               |               |  |  |  |  |  |  |  |  |
| Jim       | Patrick          | Christian        | Banido           |                  |                  |                  |                  |                  |                  |               |               |  |  |  |  |  |  |  |  |
| Ashley    | Katie            | Banida           |                  |                  |                  |                  |                  |                  |                  |               |               |  |  |  |  |  |  |  |  |
| Katie     | Banida           |                  |                  |                  |                  |                  |                  |                  |                  |               |               |  |  |  |  |  |  |  |  |

↑1 Houve empate entre Patrick e Lina. Como detentor da Marca, Andrew desempatou, optando por salvar Lina e banir Patrick.

Legenda:
     Paladino venceu o desafio de Sir Ansgar e ganhou a Marca
     Paladino perdeu o desafio de Sir Ansgar mas ganhou o desafio das Fates
     Paladino perdeu o desafio de Sir Ansgar e das Fates, mas foi salvo pelos colegas
     Paladino perdeu o desafio de Sir Ansgar e das Fates, e foi banido

## Recepção da crítica
Em sua 1ª temporada, no agregador de críticas dos Estados Unidos, o Metacritic, que calcula as notas usando somente uma média aritmética ponderada de críticos que escrevem em maioria apenas para a grande mídia, a série tem 5 avaliações da imprensa anexadas no site e uma pontuação de 59 entre 100, com a indicação de "revisões mistas ou neutras".